# Torodora
Torodora is een geslacht van vlinders van de familie Lecithoceridae.

## Soorten
- T. aenoptera Gozmany, 1978
- T. antisema (Meyrick, 1938)
- T. arcifera (Meyrick, 1907)
- T. artiasta (Meyrick, 1911)
- T. bracculata (Meyrick, 1911)
- T. caligula (Meyrick, 1918)
- T. calligrapha Gozmany, 1978
- T. carcerata (Meyrick, 1923)
- T. convexa Gozmany, 1973
- T. corsota (Meyrick, 1911)
- T. characteris Meyrick, 1894
- T. chlorobapta (Meyrick, 1931)
- T. defracta Gozmany, 1973
- T. dentijuxta Gozmany, 1978
- T. diakonoffi Gozmany, 1978
- T. digna (Meyrick, 1918)
- T. dinosigna Gozmany, 1973
- T. eupatris (Meyrick, 1910)
- T. flavescens Gozmany, 1978
- T. forsteri Gozmany, 1973
- T. frustans (Diakonoff, 1952)
- T. glyptosema (Meyrick, 1938)
- T. hepatisma Gozmany, 1978
- T. hoenei Gozmany, 1978
- T. hybrista (Meyrick, 1922)
- T. invariella (Walker, 1864)
- T. isomila (Meyrick, 1911)
- T. leucochlora (Meyrick, 1910)
- T. macrosigna Gozmany, 1973
- T. metasaris (Meyrick, 1911)
- T. nyctiphron (Meyrick, 1931)
- T. octavana (Meyrick, 1911)
- T. octosperma (Diakonoff, 1952)
- T. opportuna (Meyrick, 1923)

- T. orocola Gozmany, 1973
- T. oxalea (Meyrick, 1910)
- T. parallactis Meyrick, 1894
- T. parallela Gozmany, 1978
- T. parthenopis (Meyrick, 1932)
- T. pellax (Meyrick, 1911)
- T. phoberopis (Meyrick, 1938)
- T. protrocha (Meyrick, 1916)
- T. retardata Gozmany, 1973
- T. rhamphasta Gozmany, 1978
- T. roesleri Gozmany, 1978
- T. serpentina (Diakonoff, 1952)
- T. sortilega (Meyrick, 1911)
- T. spilotella (Walker, 1864)
- T. strophopa Meyrick, 1923
- T. sympelax Gozmany, 1978
- T. syrphetodes (Meyrick, 1906)
- T. tenebrata Gozmany, 1978
- T. thraneuta (Meyrick, 1911)
- T. torrifacta Gozmany, 1978
- T. trigona Gozmany, 1978
- T. typhlopis (Meyrick, 1911)
- T. virginopis Gozmany, 1978